# Cal Bacallà
Cal Bacallà és un mas ubicat al terme municipal de Sant Feliu de Buixalleu. Apareix fotografiat ja en els primers vols aeris dels americans l'any 1946 i 1956, on s'aprecia el mas i els camps treballats. Les fotografies es poden veure a través de l'eina del ICGC, Vissir3. El seu estat actual és completament en ruïnes.
El topònim sembla ser degut, segons Sebastià Riera i Pibernat, a que cal Bacallà tenia una mina d'aigua que rajava molt pocs dies l'any, i consumir bacallà dessecat provoca molt set i no suficient aigua per a fer-la passar.
Es pot trobar localitzat al mapa: "Les ruïnes del Montseny".